# Night Always Comes
Night Always Comes ist ein US-amerikanischer Spielfilm aus dem Jahr 2025 von Regisseur Benjamin Caron mit Vanessa Kirby, Jennifer Jason Leigh und Zack Gottsagen. Das Drehbuch von Sarah Conradt basiert auf dem Roman The Night Always Comes von Willy Vlautin. Auf Netflix wurde der Film am 15. August 2025 veröffentlicht.

## Handlung
Lynette lebt mit ihrer Mutter Doreen und ihrem Bruder Kenny, der das Down-Syndrom hat, in einem kleinen Haus zur Miete. Lynette hat mehrere Jobs, parallel dazu versucht sie ihren Schulabschluss nachzuholen. Ihr Vermieter will das Haus verkaufen, für 25.000 US-Dollar könnten sie es ihm abkaufen. Der Familie droht die Zwangsräumung, sollten sie das Geld nicht binnen einer Nacht auftreiben. Allerdings kauft sich Doreen um das Geld am Stichtag spontan ein neues Auto. 
Um die notwendige Summe aufzutreiben klappert Lynette ihren Freundes- und Bekanntenkreis ab. Mit Hilfe von Cody lässt sie einen Tresor aufbrechen, worin sich neben einer Rolex und 19.000 US-Dollar in bar auch Kokain befindet. Der Safe soll von einem befreundeten Escort-Girl stammen, das die Wertgegenstände für jemanden aufbewahrt. Lynette zeigt Cody einen gestohlenen Mercedes, dafür erwartet sie 4.000 US-Dollar. Cody dagegen fordert die Hälfte des gesamten Geldes. Als dieser mit dem Geld verschwinden möchte, fährt Lynette Cody mit dem Wagen an und nimmt den Rucksack mit dem Geld wieder an sich.
Zum Verkaufen des Kokain klopft sie an die Tür von Tommy, dem Besitzer eines Trödelladens. Er war fünf Jahre lang der Zuhälter der damals 16-jährigen Lynette. Allerdings behauptet er, nicht genügend Bargeld zu haben, um ihr die Drogen abzukaufen und gibt ihr daher die Adresse eines Abnehmers, der ihr 4.000 US-Dollar dafür gibt. Er versucht sie zu vergewaltigen, Lynette kann verletzt mit dem Geld und ihrem Bruder flüchten.
Wieder zu Hause erzählt ihr ihre Mutter, dass sie das Haus hasst und es am Liebsten niederbrennen würde. Lynette möchte darauf mit Kenny ausziehen. Ihrer Mutter wirft sie vor, dass sie damals nicht für sie da war. Die erwidert, dass sie jetzt eine erwachsene Frau ist und nicht länger die Schuld bei anderen suchen soll. Von ihrem Makler erhält sie die Nachricht, dass er einem anderen Bieter mit dem höheren Angebot den Vorzug gegeben hat. Lynette verabschiedet sich von ihrem Bruder, für ihre Mutter hinterlässt sie einen Abschiedsbrief in dem sie schreibt, dass sie jetzt um sich selbst kümmern müsse.

## Besetzung und Synchronisation
Die deutschsprachige Synchronisation übernahm die Interopa Film. Dialogregie führte Christian Schneider, der auch das Dialogbuch schrieb.
| Rolle   | Darsteller           | Synchronsprecher |
| ------- | -------------------- | ---------------- |
| Lynette | Vanessa Kirby        | Yvonne Greitzke  |
| Kenny   | Zack Gottsagen       | Jonas Sippel     |
| Doreen  | Jennifer Jason Leigh | Alexandra Ludwig |
| Cody    | Stephan James        | Julius Jellinek  |
| Gloria  | Julia Fox            | Esra Vural       |
| Scott   | Randall Park         | Tobias Nath      |
| Blake   | Eli Roth             | Tobias Kluckert  |
| Tommy   | Michael Kelly        | Peter Flechtner  |
| Carl    | Ben Rezendes         | Michel Diercks   |
| David   | J. Claude Deering    | Dennis Herrmann  |
| Drew    | Sean Martini         | Jonas Lauenstein |

## Produktion und Hintergrund
Der Film wurde von der H2L Media Group, Aluna Entertainment und Square Eyed Pictures produziert, als Produzenten fungierten Ryan Bartecki, Benjamin Caron, Jodie Caron, Lauren Dark, Billy Hines, Vanessa Kirby und Gary Levinsohn. Die Dreharbeiten fanden im Frühjahr 2024 in Portland im US-Bundesstaat Oregon statt.
Die Kamera führte Damián García, die Musik schrieb Adam Janota Bzowski und die Montage verantwortete Yan Miles. Das Production-Design gestaltete Ryan Warren Smith und das Kostümbild Olga Mill. In den USA erhielt der Film ein R-Rating.

## Rezeption

### Kritiken
Am 17. August 2025 waren 18 der 33 bei Rotten Tomatoes aufgeführte Kritiken positiv. Bei Metacritic erhielt der Film am 17. August 2025 einen Metascore von 62 von 100 möglichen Punkten, der auf 12 Rezensionen basierte.
Oliver Armknecht vergab auf film-rezensionen.de sechs von zehn Punkten. Der Film kombiniere Thrillermomente mit einem Charakterporträt. Das sei insgesamt sehenswert, gerade für die Hauptfigur, aber zu überzogen, um wirklich als Gesellschaftsbild durchzugehen. Manche Charaktere hätten zudem mehr Kontur vertragen können.
Filmdienst.de (2 von 5 Sterne) bezeichnete die Produktion als mühselig aufgebautes Sozialdrama. Trotz der guten Hauptdarstellerin bliebe der Film unter seinen Möglichkeiten, weil er eher den Weg eines uninspirierten Thrillers als einer glaubhaften Milieustudie einschlage und sich an genretypischen Stationen abarbeite.
Lutz Granert bewertete den Streifen auf filmstarts.de mit 3,5 von 5 Sternen. Als äußerst geerdetes Thrillerdrama komme dieser ohne großes Actionbrimborium aus und überzeuge mit einer spielfreudigen Vanessa Kirby. Das sei erfrischend, funktioniere erstaunlich gut und lasse darüber hinwegsehen, dass der gesellschaftskritische Hintergrund nur angedeutet bleibe.

### Abrufe
Der Film gelangte am 18. August 2025 laut der Auswertung von Flixpatrol in 56 Ländern auf Platz eins der Netflix-Filmcharts.